# Benji (película)
Benji 
(1974) La película, que trata sobre un perro llamado Benji, tuvo una candidatura al premio Óscar a la mejor canción original.

## Resumen
Benji, interpretado por Higgins (12 de diciembre de 1957 – 11 de noviembre de 1975), el protagonista principal es un perrito callejero que vive en un pequeño pueblo de Texas, donde habita una casa abandonada por 40 años, ignorandose en la trama si era mascota de los propietarios, Benji, ingresa a dicha casa por la azotea y vive tranquilamente ahí, sale regularmente en busca de comida por lo que a donde quiera que anda, toda la gente del pueblo lo aprecia y lo quiere , y cada cual lo llama con un nombre diferente. Es muy hábil para encontrar comida, visita regularmente una casa donde dos niños viven con su padre y con una niñera , los niños quieren adoptarlo pero el papá que labora todo el día no les permite tener mascotas  
El perro, que consigue alimentación y atención cada vez que visita a un conocido, se encuentra repentinamente con una perrita, también callejera "maltes ingles", y comienza un tierno romance entre ellos, llevandosela a vivir a su casa abandonada; a poco tiempo los dos niños a los que quiere Benji han sido secuestrados para pedir rescate por ellos por tres sujetos y una mujer que conocen a los niños y se esconden en la misma casa donde vive Benji. Los dos perros tratarán de liberarlos, y Benji buscará pedir ayuda a la policía para lograr rescatarlos. 
El perrito Benji fue entrenado por el famoso entrenador animal Frank Inn 
Esta sería la primera de una serie de películas con el mismo personaje, la primera historia y película aparte de amena y tierna, formó parte de un éxito en taquilla y se han seguido produciendo sus películas a lo largo de los años. 
Vida personal 
Amigos
Higgins tenía una estrecha relación con el actor Edgar Buchanan, quien interpretó al tío Joe Carson en Petticoat Junction. En las imágenes oficiales del elenco tomadas cada año durante la carrera de Petticoat Junction, se muestra a Buchanan sosteniendo o acariciando a Higgins. 
Buchanan apareció como estrella invitada en 17 episodios de la comedia Green Acres, y Higgins como estrella invitada en dos de esas apariciones.  
Buchanan e Higgins se cruzaron por última vez en Benji, que casualmente también fue la última película en la que protagonizaron ambos actores. Los dos actores tenían un cariño obvio el uno por el otro, lo que es especialmente claro en Benji, porque el ritmo naturalista de la película les permitió interactuar como amigos en lugar de requerir que Higgins realizara un truco específico al que Buchanan reaccionaría.
Frank Inn y Higgins eran muy cercanos tanto en la vida real como en el trabajo. Inn escribió un poema sobre el perro llamado My Little Brown Dog. [16]
Familia 
La progenie de Higgins continuó su trabajo en una serie continua de películas y series de televisión con el personaje de Benji, comenzando con For the Love of Benji en 1977, en la que la hija de Higgins, Benjean, heredó el papel de Benji después de la muerte de Higgins. [17]
Benjean, quien también fue entrenada por Frank Inn, protagonizó más películas de Benji que Higgins porque era más joven cuando asumió el papel por primera vez. Benjean se puede diferenciar de Higgins por el hecho de que era una mujer sin genitales visibles, y tenía una gran mancha de pelos blancos en el hocico alrededor de la nariz, mientras que Higgins era mayoritariamente negra alrededor de la nariz. Además, el ladrido de Higgins era un sonido profundo de ranas, mientras que Benjean tenía un aullido más agudo y con un sonido más tradicional. Esto es evidente cuando se comparan Benji y For the Love of Benji.
La confusión entre los dos perros se incrementó cuando se lanzaron videos en VHS y DVD de la película original de Benji con imágenes de Benjean en la portada.
Además, el perro "Tramp" de la serie de televisión My Three Sons era uno de los cachorros de Higgins; su nombre real era "Mac".  
Muerte
Higgins murió a los 17 años, apenas cuatro semanas antes de cumplir los 18 años. [18] Inn hizo incinerar el cuerpo del perro y guardó las cenizas en una urna en la repisa de la chimenea. Luego escribió un poema cristiano en memoria de Higgins llamado Mi regalo para Jesús. [19] [20] Inn murió en 2002 y solicitó que las cenizas de Higgins fueran enterradas en su ataúd con él. [3] Esta solicitud no fue atendida por razones legales, [21] [22] y las cenizas de Higgins permanecen con las hijas de Inn. La posada está enterrada en Forest Lawn Memorial Park (Hollywood Hills). [23]

## Reparto
- Higgins: Benji
- Patsy Garrett: Mary
- Allen Fiuzat: Paul
- Cynthia Smith: Cindy
- Peter Breck: Dr. Chapman
- Frances Bavier: La señorita con su gato
- Terry Carter: Agente Tuttle
- Edgar Buchanan: Bill
- Tom Lester: Riley
- Christopher Connelly: Henry
- Deborah Walley: Linda
- Mark Slade: Mitch
- Herb Vigran: Inspector Samuels
- Larry Swartz: Floyd
- J.D. Young: Policía
- Erwin Hearne: Sr. Harvey

## Secuelas
- Por el amor de Benji (1977)
- Oh! Heavenly Dog
- Benji's Very Own Christmas Story (1978)
- Benji the Hunted - Benji el perseguido (1987)
- Benji on the Lash (2004)